# Nahuelsat
Nahuelsat S.A. fue una empresa argentina creada para operar satélites artificiales. Nació en la década de 1990 como parte de un proyecto argentino para poner algunos satélites de comunicaciones geostacionarios en el espacio, así como Embratel en Brasil en la década de 1980. El primer y único satélite lanzado bajo contrato de la empresa fue el Nahuel 1A en la posición orbital de 72 grados Oeste en 1997.
Tras el fracaso de este proyecto y los problemas que enfrentó Nahuelsat, la posición orbital fue trasferida a SES World Skies (actual SES S.A.), quien colocó el satélite AMC-6 en la posición orbital de 72° Oeste para seguir prestando los servicios de satélite para la Argentina desde el Nahuel 1A hasta el final de su vida útil.
En 2006, el Estado Argentino transfirió a ARSAT los activos de Nahuelsat. Su primer satélite geoestacionario (ARSAT-1), construido con recursos argentinos, fue lanzado en 2014.

## Historia
El 28 de febrero de 1985 la Argentina obtuvo de la Unión Internacional de Telecomunicaciones la reserva de dos órbitas geoestacionarias para el establecimiento de un satélite nacional multipropósito, a coordinar con otros países.
El 30 de septiembre de 1991 mediante el decreto 2061/97 el gobierno argentino llama a "Concurso Público Nacional e Internacional para la provisión, instalación y puesta en funcionamiento de un Sistema de Satélite Nacional"
El 4 de febrero de 1993, el gobierno argentino, adjudica la licitación mediante el decreto 153/93 a una unión transitoria de empresas formada por: Daimler-Benz Aerospace (de Alemania), Aerospatiale (de Francia) y Alenia Spazio (de Italia). También tenía socios como la Corporación Financiera Internacional (del Banco Mundial), Lam-pebank, GE Capital Global Satélites, Inc., Telecom Argentina, grupo Banco Provincia, Gropo Bisa y Antel (de Uruguay).
Comenzó a operar el Sistema Satelital Nahuel Transitorio, con los satélites Nahuel C1 y Nahuel C2, abarcando Argentina, Chile, Paraguay, Uruguay y sur de Brasil, para la puesta en servicio del Sistema Satelital Nahuel definitivo en 1996.
El satélite Nahuel 1A fue lanzado desde el Puerto espacial de Kourou de la Guayana Francesa y comenzó a operar a principios de 1997, cubriendo América Latina y Estados Unidos.
A través de acuerdos comerciales recíprocos con Telecomm-Telégrafos de México y Embratel de Brasil, se añadieron a la cobertura del satélite Nahuel en la banda Ku, la banda C con los satélites Solidaridad y Brasilsat.
En 1998, Argentina decide liberalizar completamente los servicios de telecomunicaciones, a excepción de los servicios satelitales, para los que se exigía un acuerdo de reciprocidad. Esto permitió que empresas como DirecTV empiecen a operar en territorio argentino. Esto generó cruces entre Nahuelsat y el gobierno argentino, ya que la empresa no se encontraba en condiciones de operar en todo el territorio estadounidense. Ese mismo año, la empresa inauguró la Estación Terrena Benavídez.
Por contrato, en 2000 Nahuelsat debía poner en órbita un segundo satélite, para explotar la segunda posición orbital adjudicada a la Argentina. Si bien el denominado "Nahuel 1B" fue licitado múltiples veces, nunca fue lanzado. En abril de 2004 la empresa estaba buscando capitales para la construcción del satélite.
En agosto de 2004, Nahuelsat obtuvo la concesión del gobierno de México para operar como satélite extranjero en el país.
A fines del mismo año, debido a la fuerte competencia de operadores extranjeros, la empresa se declaró en quiebra. En 2006, la empresa fue absorbida por ARSAT.

## Satélites operados
| Satélite  | Fabricante                           | Fecha de lanzamiento | Vehículo de lanzamiento | Estado    | Notas                                                           |
| --------- | ------------------------------------ | -------------------- | ----------------------- | --------- | --------------------------------------------------------------- |
| Nahuel 1A | Dornier Flugzeugwerke y Aerospatiale | 31 de enero de 1997  | Ariane-44L              | Inactivo  | Su vida útil finalizó en 2010                                   |
| Nahuel 1B | Dornier Flugzeugwerke y Aerospatiale | No lanzado           | Larga Marcha-3C         | Cancelado | Su lanzamiento fue cancelado y hecho luego como GE-5            |
| Nahuel I1 | Hughes                               | 12 de abril de 1985  | Discovery               | Inactivo  | También conocido como Anik C1, Telesat 9, Nahuel C1 y Brasil 1T |
| Nahuel I2 | Hughes                               | 18 de julio de 1983  | Challenger              | Inactivo  | También conocido como Anik C2, Telesat 7 y Nahuel C2            |